# Rodovia Floriano Rodrigues Pinheiro
La  Rodovia Floriano Rodrigues Pinheiro  est une autoroute de l’État de São Paulo au Brésil codifiée SP-123.